# Enfesta (Santiago de Compostela)
Enfesta o San Cristobo de Enfesta (llamada oficialmente San Cristovo da Enfesta) es una parroquia española del municipio de Santiago de Compostela, en la provincia de La Coruña, Galicia.

## Localización
Comunicado con la capital mediante la carretera N-550, y con el aeropuerto de Santiago de Compostela mediante la carretera AC-250.

## Historia
Hasta el año 1962 fue municipio independiente de Santiago de Compostela.

## Entidades de población
Entidades de población que forman parte de la parroquia:
- A Aldea de Abaixo
- A Igrexa da Enfesta (A Igrexa)
- A Sionlla de Abaixo
- A Sionlla de Arriba
- A Torre da Enfesta (A Torre)
- Formarís
- Frades
- Gunín
- O Forte
- Piñeiro.[5] En el INE aparece como Piñeiro da Enfesta.
- Reboredo
- Vilasuso

## Geografía humana

### Demografía
| Gráfica de evolución demográfica de Enfesta entre 1842 y 1960 |
| |
| Población de derecho según los censos de población del INE Población de hecho según los censos de población del INEEntre el censo de 1970 y el anterior, este municipio desaparece porque se integra en el municipio 15078 (Santiago) |

| Gráfica de evolución demográfica de Enfesta entre 2000 y 2019 |
|                                                               |
| Datos según el nomenclátor publicado por el INE.              |